# Anadenobolus modestior
Anadenobolus modestior är en mångfotingart som först beskrevs av Filippo Silvestri 1905.  Anadenobolus modestior ingår i släktet Anadenobolus och familjen Rhinocricidae. Inga underarter finns listade i Catalogue of Life.